# Muhd Asyraf Azan
Pour les articles homonymes, voir Azan (homonymie).
Muhd Asyraf Azan, né le 3 octobre 1988 à Selangor, est un joueur de squash professionnel représentant la Malaisie. Il atteint en décembre 2012, la 53e place mondiale, son meilleur classement.
Sa sœur Zulhijjah Binti Azan est également joueuse professionnelle de squash.